# Обођени (Валча)
Обођени (рум. Obogeni) насеље је у Румунији у округу Валча у општини Стоилешти. Oпштина се налази на надморској висини од 463 m.

## Становништво
Према подацима из 2002. године у насељу је живело 206 становника, од којих су сви румунске националности.